# Popmundo

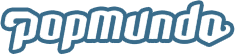
Logo van Popmundo 2007

Popmundo (of vroeger bekend als: Popomundo) is een webbrowser-MMORPG (Massive Multiplayer Online Role Playing Game), waarin spelers strijden om beroemdheid in een virtuele muziekindustrie. Het spel is een uitvinding van de Zweedse Ontwikkelaars ExtraLives AB, die ook de makers zijn het voetbal managementspel Hattrick.
De muziekcomponent in het hart van het spel is gratis voor de spelers, er is echter ook een mogelijkheid om een VIP-lidmaatschap aan te schaffen. Dit lidmaatschap voegt enkele extra features toe aan het spel, zoals de eigenaar kunnen zijn van een bedrijf of de mogelijkheid om politiek te bedrijven in het spel. Dit zijn slechts twee van de extra mogelijkheden.

## Het spel
Het doel van het spel is om beroemd te worden in de grote muziekindustrie van Popmundo, die groter wordt geschat dan die van landen als België. Het doel van het spel is om de top te bereiken, maar er zijn ook andere carrièreopties, die het spel aantrekkelijk maken.
Door middel van een baantje en wat optredens met een band kan de speler geld verdienen om bepaalde boeken te kopen, waaruit de speler kennis en vaardigheden kan leren, waardoor hij of zij steeds beter wordt. Er zijn wel verschillen in deze skills, zo kan het gaan om het leren bespelen van een muziekinstrument, of om betere shows te spelen, of bijvoorbeeld om bepaalde baantjes te kunnen krijgen.

## Een band
De speler kan ervoor kiezen om een solo-act te beginnen, want daarbij hoeft hij de opbrengsten van de eerste shows niet te delen met anderen (de showopbrengst is in het begin niet veel, dus dit is een te overwegen strategie), maar met meerderen kan een basis worden gelegd voor later, de grotere bands in Popmundo zijn ook ooit zo begonnen, hoewel er een grote reorganisatie gaande is, want veel grote sterren stappen over van de band waar ze hun hele Popmundo-carrière bij hebben gezeten, naar een andere band.
Met de band kunnen de spelers ervoor kiezen om in het begin in één stad te blijven spelen, maar de band kan ook gaan toeren. Om in andere steden te spelen en een goede opbrengst van kaartverkoop te realiseren, is het een goede strategie om een CEO of eigenaar van een club in die stad een bericht te sturen met een verzoek een uitnodiging te ontvangen om in die club te spelen. Na ontvangst van de uitnodiging, moet de uitnodiging geaccepteerd worden door de speler of de band, die moet zorgen dat er liedjes in de setlist van de show staan. De band moet ervoor zorgen op tijd in de stad te zijn waar de show gespeeld wordt. Het is handig om shows in verschillende steden zo'n drie dagen van elkaar af te plannen, zodat er genoeg tijd is om heen en weer te reizen en nog een jamsessie te houden.

## Steden
Sinds februari 2008 heeft het spel 318.000 geregistreerde spelers uit 37 verschillende landen over de hele wereld. Veel van deze spelers zijn 'legale' tweede personages (zoals kinderen) of personages die niet langer actief zijn. Nieuwe steden worden vaak gecreëerd om snelle groei op te vangen en om nieuwe vertalingen van de grond te krijgen binnen het spel.
- Buenos Aires, Argentinië
- Melbourne, Australië
- Brussel, België
- Rio de Janeiro, Brazilië
- São Paulo, Brazilië
- Montreal, Canada
- Toronto, Canada
- Shanghai, China
- Kopenhagen, Denemarken
- Berlijn, Duitsland
- Tallinn, Estland
- Londen, Engeland
- Helsinki, Finland
- Parijs, Frankrijk
- Boedapest, Hongarije
- Rome, Italië
- Dubrovnik, Kroatië
- Vilnius, Litouwen
- Mexico-Stad, Mexico
- Amsterdam, Nederland
- Tromsø, Noorwegen
- Warschau, Polen
- Porto, Portugal
- Boekarest, Roemenië
- Moskou, Rusland
- Glasgow, Schotland
- Belgrado, Servië
- Singapore
- Barcelona, Spanje
- Madrid, Spanje
- Ankara, Turkije
- Istanboel, Turkije
- İzmir, Turkije
- Los Angeles, Verenigde Staten
- Nashville, Verenigde Staten
- New York, Verenigde Staten
- Stockholm, Zweden

## Internationalisatie en de Gemeenschap
Het spel is vertaald in 18 verschillende talen. Hieronder een lijst van talen in chronologische volgorde van verschijnen in het spel: Engels, Zweeds, Spaans, Frans, Fins, Duits, Braziliaans Portugees, Deens, Italiaans, Noors, Lets, Kroatisch, Turks, Portugees, Nederlands, Estisch, Servisch, Chinees, Russisch, Roemeens en Hongaars.
Spelers kunnen in een van bovenstaande talen spelen en ook hun eigen valuta uitkiezen.
Engels is niet de dominante taal, hoewel het de taal is die gebruikt wordt door de ontwikkelaars van het spel. Engels wordt door ongeveer 19.000 gebruikers gebruikt, terwijl Spaans, en Braziliaans Portugees respectievelijk door 21.000 en 22.000 gebruikers wordt gebruikt. Het toetreden van de stad Istanboel had een groot gevolg voor de Turkse gemeenschap, deze wordt geschat op 60.000 spelers. Het Nederlandse taalgebied heeft ongeveer 7000 spelers, maar een redelijk aantal Nederlandse spelers speelt het spel nog in het Engels.
Naast het ingameberichtensysteem, is het ook mogelijk om te communiceren via de ingebouwde forums. Rollenspellen en "in character"-communicatie worden aangemoedigd en gevraagd in de meertalige general, newbie/questions- en cityforums, maar er is ook een offtopicforum waar men achter zijn personage ('karakter') kan schuilen maar ook "out-of-character" kan communiceren. Er is ook een chatmogelijkheid in het spel, deze wordt gemodereerd door vrijwilligers. De chat wordt als een apart onderdeel gezien door de ontwikkelaars. Er is hiervoor nog geen exacte reden opgegeven maar het vermoeden bestaat dat er dubieuze acties plaatsvinden op de chat door Popmundospelers.

## Karakters
Voordat het spel echt begint, moet de speler een zogenaamd karakter (personage) kiezen uit een vooraf bepaalde lijst van beschikbare voornaam- en achternaamcombinaties, gegenereerd door het systeem, gebruikmakend van een real-life lijst met voor- en achternamen aangeleverd door de vertaalteams van het spel. De namen waaruit gekozen kunnen worden zijn afhankelijk van stad waar de speler wil beginnen. Het is ook mogelijk geslacht, leeftijd en tot biografie uit te zoeken van het personage.
Popmundopersonages hebben een humeur en een gezondheidslevel, ze kunnen ziek worden, koutje vatten, depressief raken (als een vriend of huisdier dood gaat of door verwaarlozing) en vrouwelijke personages kunnen zelfs zwanger raken en een baby krijgen na 6 weken (reallifetijd). Dit is de enige manier om legaal met twee personages deel te nemen aan het spel door een speler. Elk personage heeft ook een indicatie van hun eigen sterkwaliteit, en kan verschillende ingameprestatiepunten ontvangen (bijvoorbeeld, voor het optreden voor meer dan 1.000 mensen of voor hun eerste "perfect" concert).
Ieder personage heeft vijf persoonlijke vaardigheden, deze worden beschreven door een van de 27 in-game-vaardighedenlevels (van "compleet hopeloos" tot "buitenproportioneel apocalyptisch"): charme, uiterlijk, stem, muzikaliteit en intelligentie. Elk van deze vaardigheden zijn belangrijk voor een bepaald onderdeel in het spel. In het begin van het spel kunnen deze attributen verbeterd worden door de zogenaamde "newbie-ervaringspunten". Deze worden de eerste 21 dagen uitgedeeld, na deze 21 dagen kunnen spelers drie ervaringspunten per week verdienen, het aantal punten is afhankelijk van hun ingameactiviteiten (bepaalde handelingen die zijn uitgevoerd, zoals shows, jams en liedjes opnemen, etc) van die week. Deze ervaringspunten kunnen dan weer gebruikt worden voor vaardigheden of voor gezondheid, humeur en liedjes.